# Karl Michael Ziehrer
Karl Michael Ziehrer (Viena, Àustria, 2 de maig de 1843 - 14 de novembre de 1922) fou un compositor i director de banda austríac. Durant la seva vida, va ser un dels ferotges rivals de la família Strauss; sobretot, Johann Strauss II i Eduard Strauss.
Autodidacte, malgrat que va rebre diverses lliçons de Simon Sechter, destacà aviat amb un conjunt de ball creat per ell mateix i amb el que va fer diverses gires pel seu país i a l'estranger, sobre tot per Alemanya, Holanda i Rússia. Al front d'una banda militar també es presentà en molts centres americans i el 1908 succeí als Strauss com a director de música de ball en la cort vienesa.
Es distingí com a compositor de música de ball i d'operetes. Entre aquestes li donà molta popularitat l'anomenada Ein tolles Mädel, estrenada a Nuremberg el 1908. Tembe foren molt celebrades entre les 22 obres d'aquest gènere escrites per Ziehrer:
- Mahomeds Paradies (1866)
- Wiener Kinder (1881)
- Der bleiche Zauberer (1890)
- Am Lido (1907)
- Im siebenten Himmel (Múnic, 1916)
- Die Landstreicher, (Viena, 1900)
- Das Dumme Herz, (Viena, 1914)

El nombre de valsos, polques, quadrilles, masurques, etc. compostes per Ziehrer assoleix un total de 600 obres.